# Alessandro Chiappini
Alessandro Chiappini, född 31 januari 1969 i Perugia i Italien, är en volleybolltränare. 
Chiappini började sin tränarkarriär som assisterande tränare för damvolleybollaget Virtus Reggio Calabria 1998-2000, med vilka han nådde final i italienska mästerskapet första året och vann italienska cupen året efter. Han fortsatte sedan som assisterande tränare för först Volley Bergamo och Pallavolo Sirio Perugia och vann italienska mästerskapet med bägge klubbarna. 
Chiappini fick till säsongen 2003/2004 erbjudande om att bli huvudtränare för modersklubben Media Umbria, som spelade i Serie B1, vilket han antog. Han tränade dem i två säsonger innan han återvände till högsta serien som tränare för Asystel Volley. Med dem vann han bl.a. den europeiska cuptävlingen Top Teams Cup 2005–2006. Han gick 2007 över till att bli förbundskapten för Turkiets damlandslag, vilket han var fram till 2010 och tränade dem bland annat över två EM.
Han återvände sedan till att träna klubblag, men nu i Polen för Trefl Sopot och ledde dem till deras första polska mästerskap 2011/2012. Därefter följde en ettårssejour i Azerbajdzjan med Azärreyl QVK. Efter ett avbrott på ett år återvände Chiappini till Italien för att under säsonge 2014/2015 träna först River Volley och sedan Imoco Volley. Efter ännu ett avbrott blev han i november 2016 tränare för Proxima Kraków, som efter en säsong slogs samman med gamla bekantskapen Trefl Sopot och därigenom avancerade till högsta serien. Chiappini blev förbundskapten för Slovenien under våren 2017 och var det fram till 2021. Han ledde även deras U23-landslag som tog silver vid U23-VM 2017. Inför säsongen 2018/2019 lade Proxima Kraków ner verksamheten, vilket medförde att Chiappini var utan klubbuppdrag fram till december 2018 då han tog över som tränare för PTPS Piła. Efter säsongen gick han över till LTS Legionovia Legionowo som han tränade i tre år tills han 2022 började träna ŁKS Łódź som han tränat sedan dess. Sedan 2023 är Chiappini förbundskapten för Ungern.